# Núria Tamarit Castro
Núria Tamarit Castro (Vila-real, 1993) és una il·lustradora i autora de còmic valenciana.
Va formar-se a la Universitat Politècnica de València, on prompte va fer tàndem artístic amb Xúlia Vicente. Juntes varen participar a fanzines com Sacoponcho, i en solitari participa a Nimio. També il·lustraren els llibres de la sèrie Anna Dédalus, escrits per Miguel A. Giner Bou i en 2016 publiquen a La Cúpula la seua primera novel·la gràfica, Duerme Pueblo. Esta obra, basada en els jocs de taula i de misteri, també va ser el seu treball final de carrera.
Aquell mateix any publicaria Avery's Blues, amb guió d'Angux.
El 2019 va obtenir el premi València de novel·la gràfica per l'obra Dues monedes, d'Andana Editorial.